# Saratlı, Gülağaç
Saratlı là một xã thuộc huyện Gülağaç, tỉnh Aksaray, Thổ Nhĩ Kỳ. Dân số thời điểm năm 2010 là 1.93 người.